# Hypsilurus godeffroyi
Hypsilurus godeffroyi — вид ігуаноподібних ящірок родини агамових (Agamidae). Ендемік Палау.

## Поширення і екологія
Hypsilurus godeffroyi відомі за двома зразками, зібраними у 1867 році та за деякими викопними рештками. Ймовірно, вони живуть у вологих тропічних лісах.